# James Bryce, 1:e viscount Bryce
James Bryce, född 10 maj 1838 i Belfast, död 22 januari 1922 i Sidmouth i Devon, var en brittisk jurist, historiker, politiker och diplomat.
Sin akademiska grundutbildning fick han av farbrodern Reuben John Bryce vid Belfast Academy. Sedan fortsatte han till University of Glasgow och kom 1862 till Trinity College vid University of Oxford. Med ett verk om Tysk-romerska riket 1864 grundlades hans rykte som historiker. Han invaldes som fellow vid Oriel College. Som jurist var han några år verksam i London, innan han återvände som juridikprofessor till Oxford 1870-1893. Han företog 1872 en resa till Island för att uppleva miljöerna från Njals saga, en bok som han skattade högt.
Hans politiska åskådning var liberal och 1880 invaldes han i brittiska parlamentet, där han återinvaldes fram till 1907. Redan i slutet av 1860-talet hade han dock varit ordförande i en statlig kommitté rörande gymnasieväsendet. 1885 utnämndes han till biträdande utrikesminister, men detta blev kortvarigt eftersom Gladstone förlorade valet samma år. Under Gladstones sista ministär utnämndes Bryce 1892 till kansler av hertigdömet Lancaster, en ministerpost utan portfölj. En kort tid 1894–1895 var han handelsminister. Efter ett årtionde i opposition, blev han 1905–1907 minister för Irland. Åren 1907-1913 var han Storbritanniens ambassadör i USA. Vid hemkomsten upphöjdes han till viscount Bryce och tog plats i överhuset, vars makt liberalerna hade försökt begränsa. Han uppbar även en rad ordnar och utmärkelser: OM, GCVO, FRS, PC och FBA (Fellow of the British Academy).
Hans bok om det amerikanska samhällets institutioner (1888) blev omedelbart en klassiker i USA. Efter en resa till Sydafrika gav han 1897 ut en bok om sina intryck, som fick betydelse för de brittiska liberalernas inställning till det andra boerkriget. Under tiden i opposition kritiserade han regeringens inhumana politik mot boerna. 1894 invaldes han som Fellow i Royal Society, och 1906 som utländsk ledamot av Kungliga Vetenskapsakademien. Åren 1899–1901 var han ordförande i Alpine Club, han hade nämligen varit bergsbestigare och 1876 bestigit Ararat. Från 1913 till 1917 var han ordförande i British Academy.
Efter första världskrigets utbrott fick han uppdraget att sammanställa en statlig rapport om tyskarnas framfart mot civilbefolkningen i Belgien. Rapporten som publicerades 1915 fick stor betydelse för den amerikanska opinionens inställning till kriget. Bryce fördömde också det armeniska folkmordet och var den första att tala om det i brittiska parlamentet i juli 1915.
Under sina sista år arbetade Bryce vid Internationella domstolen i Haag och stödde inrättande av Nationernas förbund. Han utgav också en bok om den moderna demokratin (1921), där han uttryckte tvivel om massdemokratin och motsatte sig rösträtt för kvinnor.